# Olympische Jugend-Sommerspiele 2014/Teilnehmer (Italien)
| Gelbes Symbol für Goldmedaillen mit stilisierten Olympischen Ringen | Graues Symbol für Silbermedaillen mit stilisierten Olympischen Ringen | Braundes Symbol für Bronzemedaillen mit stilisierten Olympischen Ringen |
| ------------------------------------------------------------------- | --------------------------------------------------------------------- | ----------------------------------------------------------------------- |
| 7                                                                   | 8                                                                     | 6                                                                       |

Die Jugend-Olympiamannschaft aus Italien für die II. Olympischen Jugend-Sommerspiele vom 16. bis 28. August 2014 in Nanjing (Volksrepublik China) bestand aus 69 Athleten. Fahnenträgerin bei der Eröffnungsfeier war die Fünfkämpferin Aurora Tognetti.

## Athleten nach Sportarten

### Beachvolleyball
Die Mädchenmannschaft erreichte über die Zwischenrunde das Achtelfinale, unterlag dort jedoch Russland.
Mädchen
- Irene Enzo
- Michela Lantignotti

### Bogenschießen
Sowohl im Einzel als auch im Mixed kamen die italienischen Bogenschützen nicht über das Achtelfinale hinaus.
| Mädchen - Tanya Giaccheri | Jungen - Elia Fregnan |

### Boxen
Drei der vier Boxer holten Medaillen für Italien. Monica Floridia holte noch Platz 5 im Leichtgewicht.
| Mädchen - Irma Testa Silber Fliegengewicht - Monica Floridia | Jungen - Vincenzo Arecchia Gold Halbweltergewicht - Vincenzo Lizzi Bronze Weltergewicht |

### Fechten
Zwei der drei weiblichen Fechterinnen gewannen die Silbermedaille im Einzelwettkampf, zusätzlich gewannen beide eine Medaille im Mannschaftswettkampf: Eleonora De Marchi gewann mit dem Team Europa 1 Silber, Chiara Crovari mit Europa 2 Bronze. Claudia Borella wurde mit dem Team Europa 4 Sechste.
| Mädchen - Eleonora De Marchi Silber Degen Silber Mixed - Claudia Borella - Chiara Crovari Silber Säbel Bronze Mixed | Jungen - Riccardo Abate - Guillaume Bianchi |

### Gewichtheben
Mirko Zanni gewann Bronze in der Klasse bis 62 kg. In der Klasse bis 48 kg wurde Alessandra Pagliaro Neunte.
| Mädchen - Alessandra Pagliaro | Jungen - Mirko Zanni Bronze Klasse bis 62 kg |

### Golf
Renato Paratore gewann Gold im Einzel, Virginia Carta verpasste mit dem vierten Platz die Medaillenränge. Im Mixed-Doppel gewannen beide Bronze.
| Mädchen - Virginia Carta Bronze Mixed | Jungen - Renato Paratore Gold Einzel Bronze Mixed |

### Judo
In den Einzelwettbewerben blieb der große Wurf aus, zumindest Chiara Carminucci gewann im Mannschaftswettbewerb Bronze als Teil des Teams Xian.
| Mädchen - Chiara Carminucci Bronze Mixed | Jungen - Elios Manzi |

### Kanu
Luigi Ruggiero trat in zwei Wettbewerben im Einer-Canadier an, erreichte die Medaillenränge jedoch nicht. Im Slalom erreichte er noch das Viertelfinale.
Jungen
- Luigi Ruggiero

### Leichtathletik
| Mädchen - Alessia Pavese - Ilaria Verderio - Elena Bellò - Chiara Ferdani - Martina Millo - Nicole Reina - Noemi Stella Bronze 5 km Gehen - Beatrice Fiorese Silber Weitsprung - Valentina Kalmykova - Lucia Prinetti Anzalapaya | Jungen - Filippo Tortu - Giacomo Brandi - Tobia Bocchi Silber Dreisprung - Stefano Sottile - Matteo Cristoforo Capello - Leonardo Fabbri - Jordan Zinelli - Tiziano di Blasio |

### Moderner Fünfkampf
Während in den Einzelwettkämpfen die großen Erfolge ausblieben, gewann Aurora Tognetti mit Gilung Park aus  Südkorea Bronze im Mixed-Wettkampf.
| Mädchen - Aurora Tognetti Bronze Mixed | Jungen - Gianluca Micozzi |

### Radsport
Während im Wettkampf der Jungen nur Platz 10 erreicht werden konnte, gewann die Mädchenstaffel Gold und die gemischte Staffel Silber.
- Silber  Mixed

| Mädchen - Gold Team - Sofia Beggin - Chiara Teocchi | Jungen - Federico Mandelli - Manuel Todaro |

### Reiten
Springreiter Matias Alvaro konnte im Einzel keine Medaille gewinnen, in der Mixed-Staffel konnte er mit dem Pferd Commander im Team Europa die Goldmedaille gewinnen.
- Matias Alvaro
Gold  Mixed

### Rudern
Die Jungen wurden im Zweier Neunte, Arianna Mazzoni im Einer 16.
| Mädchen - Arianna Mazzoni | Jungen - Riccardo Mager - Riccardo Peretti |

### Schießen
Marco Suppini wurde mit dem Luftgewehr Sechster. Im Mixed-Wettbewerb wurde er mit Yasmin Tahlak ( Vereinigte Arabische Emirate) 17.
Jungen
- Marco Suppini

### Schwimmen
Im Schwimmen war Italien am Erfolgreichsten, es wurden vier Gold- und zwei Bronzemedaillen gewonnen, dazu noch Silber in der Staffel.
| Mädchen - Rachele Ceracchi - Simona Quadarella Gold 800 m Freistil - Ambra Esposito Gold 200 m Rücken - Claudia Tarzia | Jungen - Silber 4 × 100 m Freistil - Alessandro Bori - Giacomo Carini Bronze 200 m Schmetterling - Nicolangelo Di Fabio Gold 200 m Freistil - Simone Sabbioni Bronze 50 m Rücken Gold 100 m Rücken |

### Segeln
Die Segler kamen in ihren Wettbewerben (Byte CII, Techno 293) nicht über den achten Platz hinaus.
| Mädchen - Carolina Albano - Giulia Alagna | Jungen - Vittorio Gallinaro - Ruggero Lo Mauro |

### Taekwondo
Licia Martignani wurde in der Klasse bis 55 kg Fünfte, Marina Rizzelli schied in der Klasse ab 63 kg im Achtelfinale aus.
Mädchen
- Licia Martignani
- Marina Rizzelli

### Tischtennis
Giorgia Piccolin beendete den Einzelwettkampf auf Platz 18. Mit Elia Schmid aus der  Schweiz wurde sie im Mixed-Wettkampf 21.
Mädchen
- Giorgia Piccolin

### Triathlon
Im Einzel wurde Giulio Soldati Siebter, in der Mixed-Staffel gewann er als Teil des Teams Europa 3 Silber.
Jungen
- Giulio Soldati
Silber  Mixed

### Turnen
Iosra Abdelaziz gewann die Silbermedaille am Stufenbarren, konnte aber auch in anderen Wettbewerben gute Ergebnisse erzielen. Bei den Jungen sollte eigentlich Andrea Russo ins Rennen gehen, doch zog er sich zwei Tage vor Beginn der Wettkämpfe beim Training eine Knieverletzung zu, sodass er letztlich nicht teilnehmen konnte.
Mädchen
- Iosra Abdelaziz
Silber  Stufenbarren

### Wasserspringen
Beide Athleten traten im Kunstspringen vom 3-Meter-Brett an, kamen jedoch nicht auf Medaillenränge. Im Mixed-Wettbewerb erreichte Laura Bilotta zusammen mit Lew Sargsjan aus  Armenien noch den vierten Platz.
| Mädchen - Laura Bilotta | Jungen - Giacomo Ciammarughi |